# Австрийска съпротива
Австрийската съпротива е съпротивително движение в Австрия по време на Втората световна война, насочено срещу Аншлуса от 1938 година.
То включва множество разнородни и несвързани групи, действащи срещу германското присъствие в страната. Малка част от тях, главно комунистически и социалистически, извършват въоръжени саботажни акции. По-широка е мрежата от консервативни, католически и монархически групи, която става важен източник на разузнавателна информация за Съюзниците.